# یواس‌اس ماراتن (ای‌پی‌ای-۲۰۰)
یواس‌اس ماراتن (ای‌پی‌ای-۲۰۰) (به انگلیسی: USS Marathon (APA-200)) یک کشتی بود که طول آن ۴۵۵ فوت ۰ اینچ (۱۳۸٫۶۸ متر) بود. این کشتی در سال ۱۹۴۴ ساخته شد.